# 上顎第二大臼歯
上顎第二大臼歯（じょうがくだいにだいきゅうし、maxillary second molar）は上顎第一大臼歯の遠心側に隣接する大臼歯。正中から七番目にあることから上顎7番とも言う。
近心側隣接歯：上顎第一大臼歯
遠心側隣接歯：上顎第三大臼歯
対合歯：下顎第二大臼歯と下顎第三大臼歯
しかしながら、第三大臼歯は萌出しない人も多く、この場合第二大臼歯が一番遠心側にある歯となる。歯冠が完成するのは七歳～八歳時、萌出は十二～十三歳、歯根完成は十四～十六歳の時である。